# Buenavista, Escuintla
Buenavista är en ort i Mexiko.   Den ligger i kommunen Escuintla och delstaten Chiapas, i den sydöstra delen av landet, 800 km sydost om huvudstaden Mexico City. Buenavista ligger 1 394 meter över havet och antalet invånare är 103.
Terrängen runt Buenavista är mycket bergig, och sluttar söderut. Runt Buenavista är det ganska tätbefolkat, med 90 invånare per kvadratkilometer. Närmaste större samhälle är Escuintla, 17,3 km sydväst om Buenavista. I omgivningarna runt Buenavista växer i huvudsak städsegrön lövskog.